# Пријевремени избори у Босни и Херцеговини 2019.
Пријевремени избори у Босни и Херцеговини 2019. одржани су 17. фебруара. Бирани су градоначелници Добоја и Требиња, као и начелници 7 општина, једне у Републици Српској (Рибник) и шест у Федерацији БиХ (Босански Петровац, Босанско Грахово, Бужим, Домаљевац-Шамац, Дрвар и Какањ).
У бирачки списак за ове изборе укупно је било уписано 170.892 бирача. За учешће на изборима је овјерено 30 кандидата, од којих су 17 били кандидати политичких субјеката а 13 независни кандидати. Највише кандидата је овјерено у трци за градоначелника Добоја (8), док је за начелника општине Домаљевац-Шамац овјерен само један кандидат.

## Градоначелници

### Добој
Незванични резултати на основу 100% обрађених бирачких мјеста:
| Кандидат              | Политички субјекат          | Број гласова | %     |
| --------------------- | --------------------------- | ------------ | ----- |
| Борис Јеринић         | независни кандидат          | 30.832       | 89,40 |
| Небојша Шајиновић     | Српска демократска странка  | 3.354        | 9,73  |
| Владимир Марковић     | независни кандидат          | 80           | 0,23  |
| Слађан Старчевић      | независни кандидат          | 68           | 0,20  |
| Слободан Девић        | СПАС независних листа Добој | 60           | 0,17  |
| Горан Симић           | независни кандидат          | 42           | 0,12  |
| Игор Јовановић        | независни кандидат          | 29           | 0,08  |
| Милован Дујаковић     | независни кандидат          | 22           | 0,06  |
| Укупно важећи гласови | Укупно важећи гласови       | 34.487       |       |
| Извор:ЦИК             |                             |              |       |

### Требиње
Резултати на основу 97,78% обрађених бирачких места:
| Кандидат              | Политички субјекат     | Број гласова | %     |
| --------------------- | ---------------------- | ------------ | ----- |
| Мирко Ћурић           | СНСД                   | 9.578        | 67,89 |
| Саша Борјан           | Требиње заслужује боље | 4.530        | 32,11 |
| Укупно важећи гласови | Укупно важећи гласови  | 14.108       |       |
| Извор:ЦИК             |                        |              |       |

## Начелници општина

### Рибник
Незванични резултати на основу 100% обрађених бирачких мјеста:
| Кандидат              | Политички субјекат                      | Број гласова | %     |
| --------------------- | --------------------------------------- | ------------ | ----- |
| Небојша Караћ         | СНСД                                    | 2.162        | 65,08 |
| Никола Стојаковић     | Социјалистичка партија Републике Српске | 1.160        | 34,92 |
| Укупно важећи гласови | Укупно важећи гласови                   | 3.322        |       |
| Извор:ЦИК             |                                         |              |       |

### Босански Петровац
Незванични резултати на основу 100% обрађених бирачких мјеста:
| Кандидат              | Политички субјекат    | Број гласова | %     |
| --------------------- | --------------------- | ------------ | ----- |
| Дејан Прошић          | независни кандидат    | 824          | 29,00 |
| Сенада Мехдин         | СДА                   | 677          | 23,83 |
| Бранко Деспот         | независни кандидат    | 597          | 21,01 |
| Русмир Мујаџић        | Демократски фронт     | 316          | 11,12 |
| Емина Мешић           | СНСД                  | 275          | 9,68  |
| Ермин Хајдер          | СДП БиХ               | 152          | 5,35  |
| Укупно важећи гласови | Укупно важећи гласови | 2.841        |       |
| Извор:ЦИК             |                       |              |       |

### Босанско Грахово
| Кандидат              | Политички субјекат    | Број гласова | %     |
| --------------------- | --------------------- | ------------ | ----- |
| Милорад Глигић        | независни кандидат    | 398          | 58,62 |
| Урош Макић            | СНСД                  | 281          | 41,38 |
| Укупно важећи гласови | Укупно важећи гласови | 679          |       |
| Извор:ЦИК             |                       |              |       |

### Бужим
Незванични резултати на основу 100% обрађених бирачких мјеста:
| Кандидат              | Политички субјекат    | Број гласова | %     |
| --------------------- | --------------------- | ------------ | ----- |
| Мерсудин Нанић        | СДА                   | 3.347        | 50,64 |
| Неџад Куделић         | независни кандидат    | 3.231        | 48,88 |
| Изудин Боснић         | независни кандидат    | 32           | 0,48  |
| Укупно важећи гласови | Укупно важећи гласови | 6.610        |       |
| Извор:ЦИК             |                       |              |       |

### Домаљевац-Шамац
Незванични резултати на основу 100% обрађених бирачких мјеста:
| Кандидат              | Политички субјекат    | Број гласова | %   |
| --------------------- | --------------------- | ------------ | --- |
| Стјепан Пиљић         | ХДЗ БиХ               | 605          | 100 |
| Укупно важећи гласови | Укупно важећи гласови | 605          |     |
| Извор:ЦИК             |                       |              |     |

### Дрвар
Незванични резултати на основу 100% обрађених бирачких мјеста:
| Кандидат              | Политички субјекат    | Број гласова | %     |
| --------------------- | --------------------- | ------------ | ----- |
| Душица Рунић          | СНСД                  | 1.711        | 60,01 |
| Дарко Кајтез          | независни кандидат    | 1.140        | 39,99 |
| Укупно важећи гласови | Укупно важећи гласови | 2.581        |       |
| Извор:ЦИК             |                       |              |       |

### Какањ
Незванични резултати на основу 96,61% обрађених бирачких мјеста:
| Кандидат              | Политички субјекат    | Број гласова | %     |
| --------------------- | --------------------- | ------------ | ----- |
| Алдин Шљиво           | СДА                   | 7.731        | 60,78 |
| Елдин Мијоч           | СДП БиХ               | 4.454        | 35,02 |
| Хамза Бегић           | независни кандидат    | 283          | 2,22  |
| Ивица Петровић        | ХДЗ БиХ               | 252          | 1,98  |
| Укупно важећи гласови | Укупно важећи гласови | 12.720       |       |
| Извор:ЦИК             |                       |              |       |